# Fibik czarny
Fibik czarny (Sayornis nigricans) – gatunek małego ptaka z rodziny tyrankowatych (Tyrannidae). Występuje w południowo-zachodnich Stanach Zjednoczonych, Meksyku, Ameryce Centralnej oraz centralnej i północnej części Ameryki Południowej.
Długość ciała tego gatunku wynosi około 17,5 cm, natomiast masa ciała od 15 do 22 gramów. Głowa i pierś intensywnie czarne, grzbiet oraz skrzydła nieco jaśniejsze. Tęczówki brązowe. Brzuch oraz pokrywy podogonowe cechuje barwa biała. Sterówki czarne. Lotki I i II rzędu posiadają jasne obrzeżenia.
Środowiska życia fibika czarnego powiązane są z wodą. Preferowany habitat to zadrzewienia rosnące na brzegach rzek. Osiadły w niemal całym swoim zasięgu.
Pożywienie stanowią owady łowione w locie. Charakterystycznym zachowaniem tego gatunku jest podnoszenie i opuszczanie ogona. Gniazdo umieszczone jest pod osłoną (np. pod mostem). W lęgu 3–7 białych, niekiedy czerwonawo nakrapianych jaj. Inkubacja trwa 15 do 18 dni. Najdłużej żyjący zaobrączkowany osobnik przeżył 8 lat.

## Taksonomia
Po raz pierwszy fibika czarnego opisał William Swainson w 1827 roku w czasopiśmie naukowym The Philosophical magazine: or Annals of chemistry, mathematics, astronomy, natural history and general science, umieszczając go w opisanym przez siebie rodzaju Tyrannula pod nazwą T. nigricans. Okaz typowy pochodził z Meksyku. Dwukrotnie w 1839 gatunek ten umieszczono w rodzaju Muscicapa, raz przez Nicholasa A. Vigorsa jako M. semiatra i drugi raz przez Johna J. Audobona jako M. nigricans. Nazwa Sayornis nigricens została nadana przez Karola Lucjana Bonaparte w 1854 roku w Comptes rendus hebdomadaires des séances de l’Académie des sciences.
IOC World Bird List wyróżnia 6 podgatunków:

- fibik czarny[3] S. n. nigricans (Swainson, 1827)
- S. n. semiater (Vigors, 1839)
- S. n. aquaticus P.L. Sclater & Salvin, 1859
- S. n. amnicola Bangs, 1902
- S. n. angustirostris Berlepsch & Stolzmann, 1896
- fibik białoskrzydły[3] (S. n. latirostris) (Cabanis & Heine, 1859)

### Etymologia nazwy
Nazwa rodzajowa Sayornis nawiązuje do Thomasa Saya, amerykańskiego przyrodnika. Ornis po grecku oznacza ptaka. Nazwa gatunkowa nigricans pochodzi z łaciny i oznacza „czarniawy”. Nazwa angielska rodzaju fibików, Phoebe, pochodzi od greckiego słowa Φοιβη (phoibe). Nazwa pochodzi od płaczu bogini Fojbe, ponieważ fibiki wydają z siebie płaczący głos pewee.

## Morfologia
Upierzenie podgatunku nominatywnego jest w większości smoliście czarne, poza łupkowym grzbietem oraz białym brzuchem i pokrywami podogonowymi. Pokrywy skrzydłowe, lotki i zewnętrzne sterówki posiadają białe obrzeżenie. U podgatunku latirostris jest ono znacznie wyraźniejsze. U podgatunku aquaticus jedynie lotki drugiego rzędu posiadają obrzeżenie, a pokrywy podogonowe nie są czysto białe. Podgatunek angustirostris posiada od spodu skrzydła dwa białe pasy. Osobniki S. n. amnicola są najciemniejsze z wierzchu, pokrywy podogonowe mają szarawe. Tęczówki brązowe. Osobniki młodociane posiadają brązowawy wierzch ciała. Nie występuje dymorfizm płciowy. W locie skrzydła zaokrąglone, ogon ścięty.
Wymiary średnie: Długość ciała wynosi ok. 17,5 cm, rozpiętość skrzydeł 27–28 cm. Długość skrzydła wynosi ok. 8,3–9,3 cm, ogona ok. 9 cm (u samic jest krótszy o ok. 1,27 cm), a skoku ok. 1,9 cm. W pierwszym opisie gatunku podano długość dzioba 0,9 cala (ok. 2,3 cm), jednak inne źródła mówią o mniejszej jego długości – 1,4–1,6 cm.

Masa ciała: 15 do 22 g.

## Występowanie
HabitatFibik czarny przebywa w pobliżu wody, głównie strumieni, ponieważ potrzebuje błota do budowy gniazda. W ciągu roku przebywa w tej samej okolicy; osiadły. Przebywa na brzegach i płyciznach z rzadką roślinnością. Autorzy The Arizona Breeding Bird Atlas odnotowali gatunek w 26 różnych środowiskach. W 28% przypadków były to lasy łęgowe z wierzbami i topolami oraz czterema gatunkami z rodzaju Prosopis (bobowate) określane wspólnym mianem „mesquites”. W 23% przypadków były to okolice systemów melioracyjnych oraz wąwozy, w których rosły platany z gatunku Platanus wrightii. 12% stanowiły obserwacje w środowiskach stworzonych sztucznie przez człowieka, były to tamy, sadzawki i rowy odprowadzające wodę. Jedynie nieliczne obserwacje miały miejsce na bagnach.
Zasięg występowaniaZasiedla obie Ameryki, od zachodnich Stanów Zjednoczonych po północno-zachodnią Argentynę. Podgatunek nominatywny, nigricans, występuje w Meksyku z wyjątkiem Kalifornii Dolnej, wybrzeży Zatoki Meksykańskiej oraz stanu Jukatan. Do roku 1911 dwukrotnie odnotowano go w Kostaryce. Podgatunek aquaticus cechuje się zasięgiem występowania od południowego Meksyku do Panamy. Podgatunek latirostris występuje w Boliwii i Argentynie, gdzie zasiedla jej południowo-zachodnią część: prowincje Salta, Jujuy oraz Tucumán. W Kostaryce, północnej Panamie i Nikaragui napotkać można osobniki podgatunku amnicola. Jedynie ptaki podgatunku semiater występują w Stanach Zjednoczonych. Zasiedlają ich zachodnie wybrzeże, od Oregonu na północy, a także wschodnie wybrzeże Meksyku. Wschodnią granicę zasięgu wyznaczają Nowy Meksyk i Arizona. Bardzo rzadko w zimie zalatuje do Teksasu.

## Zachowanie
Rzadko przebywa na ziemi. Nie obawia się człowieka i może wykorzystywać stworzone przez niego rzeczy, jak mosty, jako miejsce na gniazdo. Nie jest wiadome, jaki procent czasu w ciągu dnia spędza na żerowaniu, a jaki na odpoczynku; jednak z badań przeprowadzonych w Kalifornii w lutym i w marcu wynika, że ok. 9% czasu w ciągu dnia spędza w locie. Wykazuje terytorialność i agresję wobec intruzów. Często na zmianę podnosi i opuszcza ogon. Z badań przeprowadzonych w Kalifornii wynika, że osobniki młode siadają zazwyczaj na wyższych gałęziach, gdzie jest więcej światła. Prawdopodobnie ma to związek z tym, że jest im trudniej dostrzec owada i złapać go. Wolniej obserwują otoczenie, będąc mniej czujnymi od dorosłych ptaków.
Fibiki czarne w charakterystyczny sposób podnoszą i opuszczają ogon (ang. tail pumping). Zachowanie to nie zostało wyjaśnione. Jedna z hipotez mówi o roli w utrzymaniu równowagi lub wypłaszaniu owadów przy żerowaniu, podobnie jak czyni to wachlarzówka smolista (Rhipidura leucophrys). U fibików oliwkowych stwierdzono podobne kiwanie ogonem, jednak w trakcie badań ptaki siedziały na różnych materiałach i przy różnej sile wiatru; prawdopodobnie nie ma to związku z utrzymywaniem równowagi. U ptaków, które z sukcesem zakończyły szukanie pożywienia, stwierdzono zmniejszenie intensywności kiwania ogonem.
PożywienieŻywi się głównie owadami. Zazwyczaj łapie je w locie, jednak może zbierać je z podłoża, tak jak i inne stawonogi. Niekiedy zjada małe jagody. Prof. Foster E.L. Beal twierdził, że ten ptak zjada najwyższy odsetek owadów niż jakikolwiek wcześniej zbadany ptak [z rodziny tyrankowatych i muchołówek], z wyjątkiem piwika brunatnego. Wśród 333 zbadanych żołądków 99,39% zawartości stanowiły szczątki zwierzęce, pozostały odsetek stanowiły pozostałości roślinne. Jedynie 2,82% stanowiły szczątki pożytecznych dla człowieka bezkręgowców, chrząszczy z rodziny biegaczowatych (Carabidae), biedronkowatych (Coccinellidae) oraz trzyszczowatych (Cicindelidae). Około 10% stanowiły inne gatunki chrząszczy. Błonkoskrzydłe (Hymenoptera) stanowiły 35%, w sierpniu do 60%. Nie odnaleziono śladów pszczoły miodnej. Pluskwiaki stanowiły 7% pokarmu, a muchówki zależnie od miesiąca – od 3% w sierpniu do 64% w kwietniu. Koniki polne oraz świerszcze stanowiły tylko 2,5% pożywienia, natomiast ćmy i gąsienice – 8%. Prócz tego wystąpiła mała ilość (6%) ważek i pająków. U ptaków, które umarły w trakcie zimy 1896 roku w Kalifornii, w prawie wszystkich żołądkach znaleziono nasiona pieprzu. Inny pokarm roślinny prawdopodobnie jest zjadany przez ptaki, gdy chcąc zjeść osę lub pszczołę siedzącą na małym owocu zjadają ją razem z nim. Niektóre osobniki potrafią łapać małe rybki, które zabijają uderzeniami o gałąź. Niestrawione resztki fibik czarny zwraca w wypluwkach o średnicy około 8 mm.
GłosPosiada dwie pieśni. Pierwsza składa się z ostrych, wysokich gwizdów, brzmiących jak ti-wee, pee-teeer, fi-bee lub te-hee. Druga ma niższą tonację, zakończona jest kilkoma zająkanymi dźwiękami oraz gwizdem. W swoje pieśni często wplata zniżający się gwizd; niekiedy w trakcie ich wykonywania rozpościera skrzydła i ogon. Odzywa się ostrym tsip, gdy żeruje lub przepędza drapieżników z gniazda.
Długość życiaNajdłużej żyjący zaobrączkowany osobnik, pochodzący z Kalifornii, dożył ośmiu lat.
ChorobyW 2004 roku w Copperopolis (Hrabstwo Calaveras) odnaleziono martwego fibika czarnego zarażonego wirusem gorączki Zachodniego Nilu.

## Lęgi

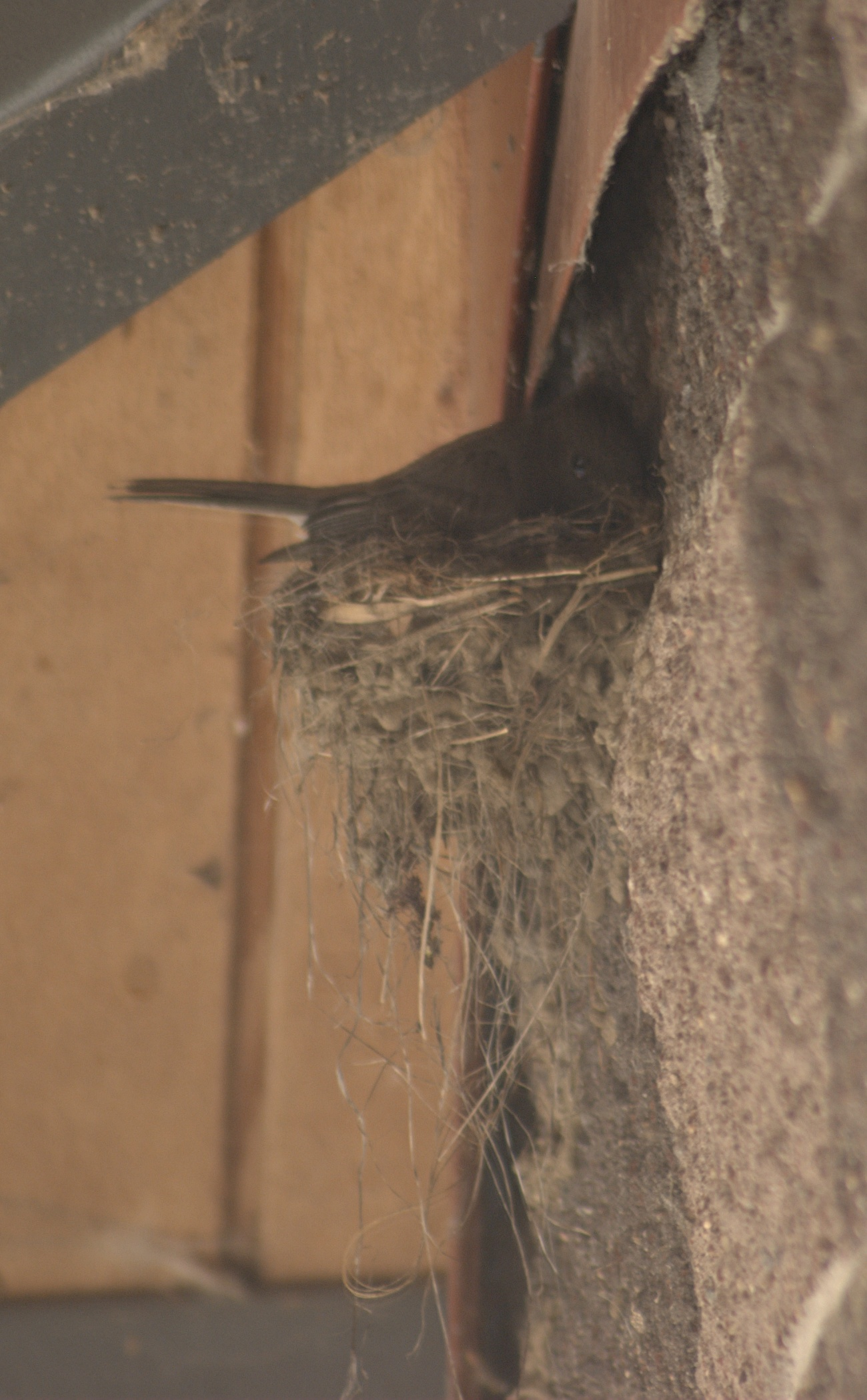
Ptak siedzący na gnieździe, podgatunek semiater; Nowy Meksyk

Fibik czarny jest gatunkiem monogamicznym. Pary zaczynają się formować w styczniu, kończą pod koniec lutego. Samiec, chcąc zwrócić uwagę samicy, podlatuje do niej trzepoczącym lotem. Jeżeli samica zaakceptuje go, obniża głowę i stroszy pióra. Samiec zawisa w powietrzu koło niej. Jeżeli samica nie zaakceptuje go, zalotnik stara się aż do zaakceptowania. Pokazy godowe stanowi lot z rozłożonym ogonem i trzepotaniem skrzydłami, zygzakiem lub spiralnie, przy jednoczesnym wykonywaniu pieśni.
Miejsce na gniazdo wybiera samica, ona także je buduje. Jest ono przyczepione do ściany, na wysokości ok. 1,8–4,8 m nad ziemią (6–15 stóp). Często buduje ona gniazdo na podłużnicach mostów, ponieważ nad wodą jest ono bezpieczne. Na początku jego budowy samica przykleja do ściany wypluwki z błota, tworząc łuk. Resztę konstrukcji w kształcie kubeczka stanowi także błoto, wymieszane z trawą, suchymi fragmentami roślin i włosami. Wnętrze wyściełają włókna roślinne, pióra i włosie. Budowa zajmuje od 5 do 21 dni.
Lęg obejmuje od trzech do siedmiu jaj, białych, niekiedy czerwonobrązowo nakrapianych. Wśród 50 zbadanych jaj wymiary wynosiły przeciętnie 18,7x14,4 mm. Największe jajo mierzyło 20,3x15,2 mm. Przeciętna masa jaja to 2,1 g. W trakcie inkubacji traci ono 17,5% swej pierwotnej masy.
Zaobserwowano utratę piór na brzuchu (plama lęgowa) 1–4 dni przed rozpoczęciem inkubacji, przeważnie u samic, ale i u 3 samców. Inkubacja trwa 15–18 dni. W trakcie zimnej pogody może się wydłużyć. Wysiaduje głównie samica, jednak w 3 z 16 zbadanych gniazd w większości samiec wysiadywał. Pisklęta zaczynają przebijać skorupkę jaja do 72 godzin przed wykluciem. Rodzice nie pomagają w tym pisklętom, jedynie wynoszą skorupki do 45 m od gniazda. Pisklę po wykluciu waży około 1,5 g. Zaczyna otwierać oczy piątego dnia. Pożywienie, którym są karmione młode, nie odbiega znacznie od diety dorosłych osobników. Są one w pełni opierzone po 14–21 dniach od wyklucia.
Sukces lęgowy badany w Santa Barbara w Kalifornii wynosił 86,5%.

## Status i zagrożenia
Fibik czarny według IUCN klasyfikowany jest jako gatunek najmniejszej troski (LC, Least Concern) nieprzerwanie od 1988 roku. BirdLife International oszacował całkowity zasięg występowania na 17,6 miliona km², zaś obszar zajmowany na 2 970 000 km². W 2019 roku organizacja Partners in Flight szacowała liczebność światowej populacji na około 5 milionów dorosłych osobników. Trend liczebności populacji ocenia sie jako wzrostowy, ponieważ ten gatunek łatwo dostosowuje się do zmian w środowisku dokonanych przez człowieka. Według programu Breeding Bird Survey między rokiem 1966 a 1994 liczebność wzrosła o 1,8%.
Drapieżnikami, mogącymi zagrażać osobnikom dorosłym i lęgom tego gatunku, są m.in. krogulec czarnołbisty (Accipiter cooperii), błotniak zbożowy (Circus cyaneus) oraz pustułka amerykańska (Falco sparverius). Modrowronki zaroślowe (Aphelocoma coerulescens) mogą zabierać jaja z lęgu. Niektóre krukowate oraz dzierzby siwe (Lanius ludovicianus) zjadają pisklęta. Gryzoń z gatunku Otospermophilus beecheyi także jest potencjalnym drapieżnikiem. Nie stwierdzono pasożytnictwa lęgowego ze strony starzyków brunatnogłowych (Molothrus ater), które stwierdzono u fibików północnych (Sayornis saya).